# ماركوس نيلسون (لاعب هوكي الجليد)
ماركوس نيلسون (بالسويدية: Marcus Nilsson)‏ هو لاعب هوكي الجليد سويدي، ولد في 18 مايو 1991 في Charlottenberg ‏ في السويد.

## وصلات خارجية
- ماركوس نيلسون على موقع EliteProspects.com (الإنجليزية)
- ماركوس نيلسون على موقع Eurohockey.com (الإنجليزية)
- ماركوس نيلسون على موقع HockeyDB.com (الإنجليزية)